# 7979 Pozharskij
7979 Pozharskij este un asteroid din centura principală de asteroizi.

## Descriere
7979 Pozharskij este un asteroid din centura principală de asteroizi. A fost descoperit pe 26 septembrie 1978 la Observatorul de Astrofizică din Crimeea de Liudmila Juravliova. El prezintă o orbită caracterizată de o semiaxă mare de 2,85 ua, o excentricitate de 0,08 și o înclinație de 6,8° în raport cu ecliptica.